# Medeweger See
Der Medeweger See liegt in einer subglazialen Schmelzwasserrinne und ist ein langgestreckter, schmaler, eutropher See im Nordwesten von Schwerin, der während der Eiszeit entstand.

## Beschreibung
Der See ist 2,1 Kilometer lang und im Norden etwa 1,1 Kilometer breit, im Südteil ist er schmaler. Die durchschnittliche Wassertiefe beträgt über zehn Meter, wodurch sich eine stabile Temperaturschichtung ausbilden kann. Das Einzugsgebiet hat eine Größe von 113 km². Der See liegt im Landschaftsschutzgebiet „Schweriner Innensee und Ziegelaußensee“, verfügt über einen nahezu geschlossenen Schilfgürtel am Gewässerufer, an Zu- und Abfluss des durchfließenden Aubach ist kein Schilf. Der See ist als Trinkwasserschutzzone ausgewiesen. Der Medeweger See gehört zum Landschaftsschutzgebiet Schweriner Innensee, Ziegelaußensee und Medeweger See. Es ist verboten den Medeweger See mit Booten und anderen Wasserfahrzeugen zu befahren, ausgenommen davon sind Kanuten auf der Durchfahrt. Am Westufer befindet sich das 1999 stillgelegte Wasserwerk Gosewinkel.
Von 1902 an wurde der See für Ruderregatten genutzt. Es fanden internationale Meisterschaften statt. Zuschauer wurden mit Sonderzügen zur Regatta gefahren, die Fußgänger unter den bis zu 9000 Gästen erreichten die Regattaanlage über den Hopfenbruchweg. Dort gab es eine Eisenbahnunterführung zum Signal- und Fernmeldewerk der Eisenbahn, diese Unterführung wurde zurückgebaut. 1904 wurde ein Regatta-Bootshaus errichtet. Die Rudimente der Anlagen waren noch bis 1965 in der Nähe des alten Rangierberges an der Bahnstrecke zu sehen. Von 1952 bis 1999 diente der in einem Tal gelegene See als Trinkwassersee.

## Flora und Fauna
Im Bereich des Sees kommen unter anderem Faden-Laichkraut, Tannenwedel, sieben Amphibienarten, die Ringelnatter, 169 Schmetterlings- und 18 Libellenarten, sowie der Fischotter vor. Befragungen unter Fischern ergaben ein häufiges Vorkommen von Aalen, Zandern, Barschen, Bleien, Plötzen und Hechten. 

## Siehe auch

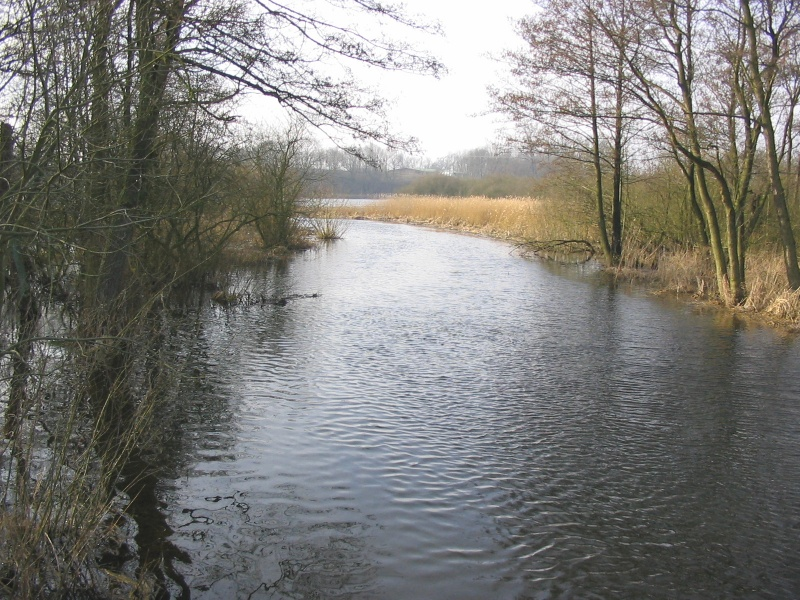
Aubach mit erhöhtem Wasserstand kurz vor Durchfluss des Medeweger Sees im März 2007
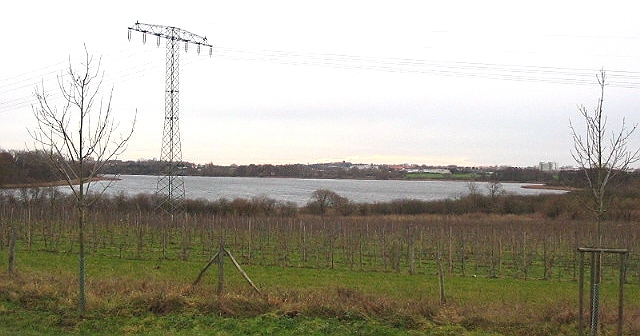
Nordansicht
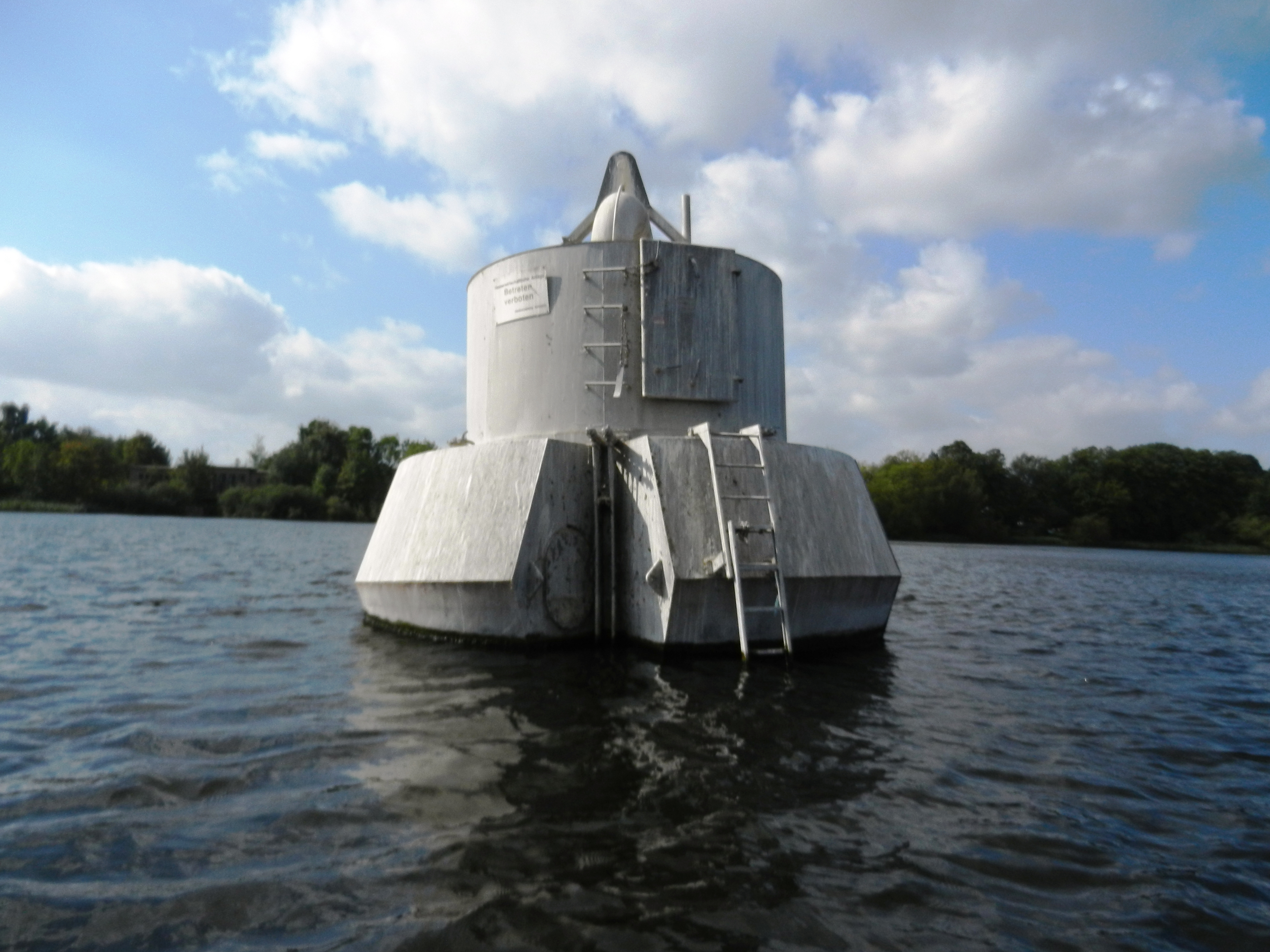
Auf dem Medeweger See schwimmt eine ehemalige Wasseraufbereitungsanlage, das sogenannte "U-Boot"
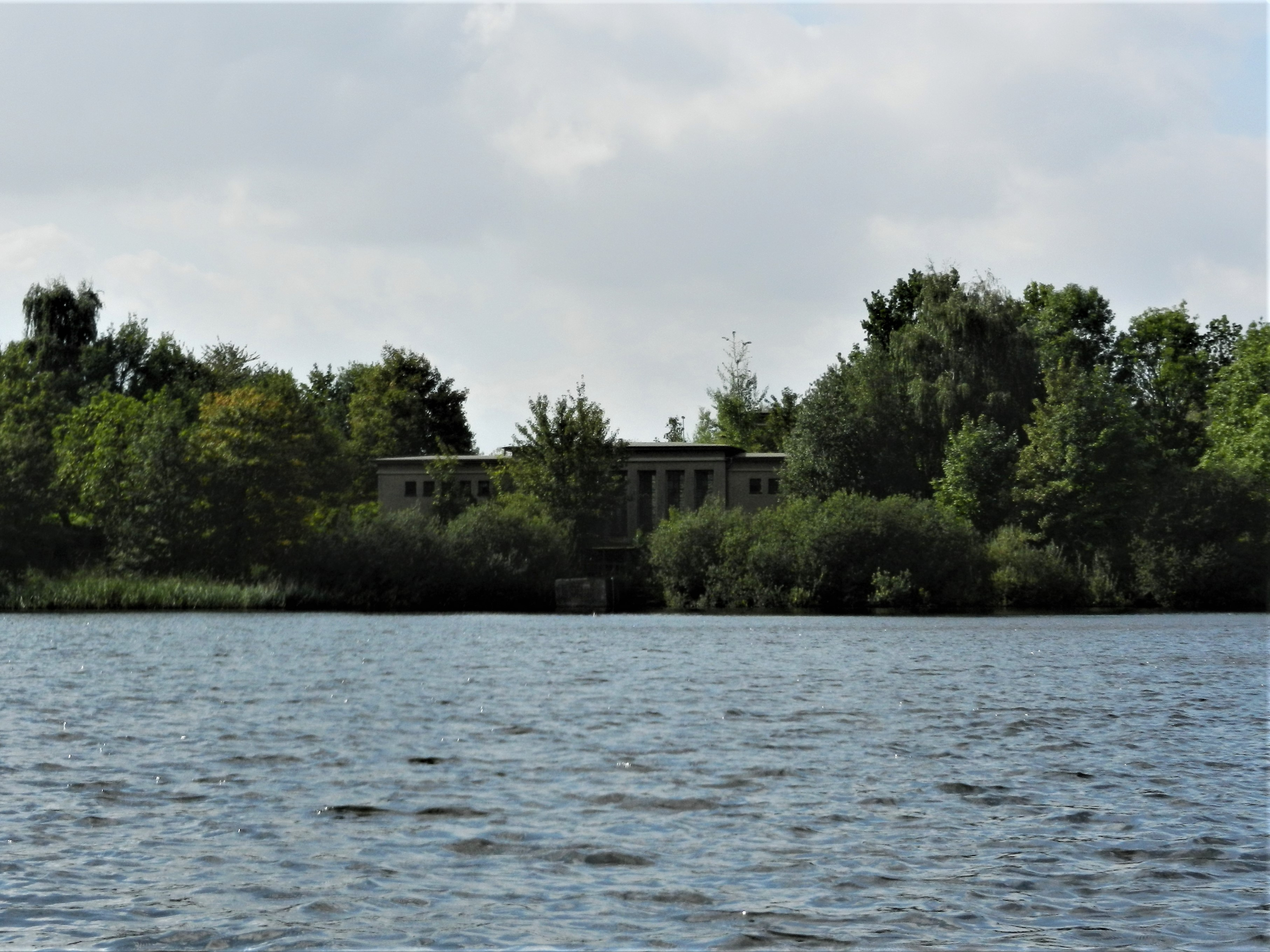
Ehemaliges Wasserwerk Gosewinkel
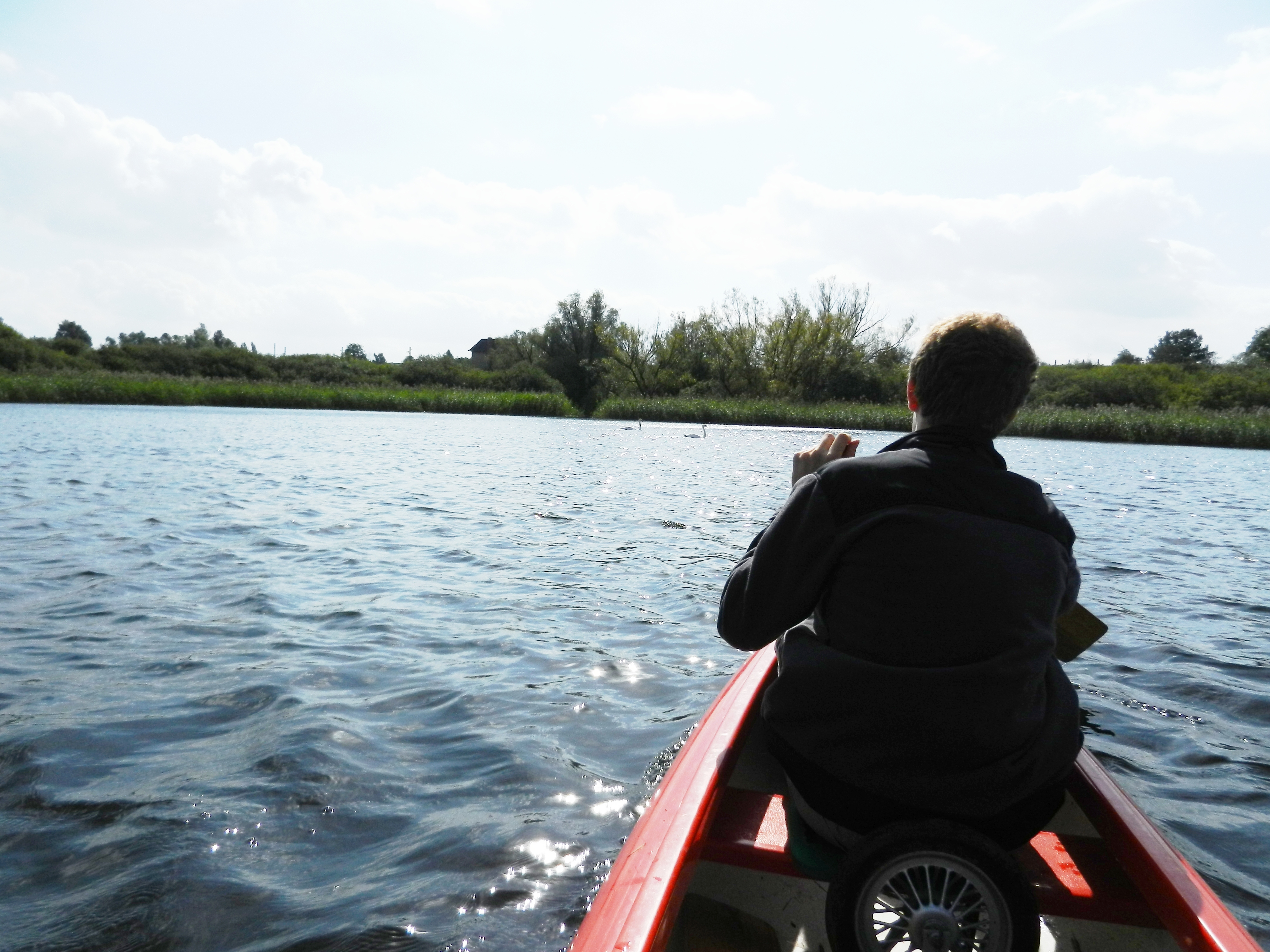
Kanuvoraus Richtung Stellwerk, die Schilflücke, Aubachauslauf aus dem Medeweger See in den Pfaffenteich